# 정윤열
정윤열(1942년 10월 5일 ~ )은 대한민국의 정치인이다. 제41·42대 경상북도 울릉군수를 역임했다.

## 역대 선거 결과
|  | 19.42% |

|  | 46.63% |

|  | 35.55% |